# 松重充浩
松重 充浩（まつしげ みつひろ、1960年 - ）は、日本の歴史学者。専門は東アジア近代史。日本大学文理学部教授、日本大学通信教育部長・大学院総合社会情報研究科長。

## 経歴
1960年、山口県岩国市で生まれた。早稲田大学第一文学部東洋史学科で学び、1985年に卒業。広島大学大学院文学研究科に進学して東洋史学を専攻し、1991年に博士後期課程を単位取得後満期退学。　 
その後、外務省に入省。外務省外交史料館に勤務し、『日本外交文書』編纂を担当した。外務省を退職後、県立広島女子大学国際文化学科助教授に転じた。2004年、日本大学文理学部史学科教授に就任。東洋史を専門に教えている。
委員・役職ほか
- 日本大学通信教育部長[2]
- 近現代東北アジア地域史研究会幹事[3]

## 研究内容・業績
専門は東洋史で、東アジア近代史。19世紀末から20世紀、特に1910年代から30年代の東北アジア地域や日中関係についての研究を行っている。

## 著作
共編著
- 『二〇世紀満洲歴史事典』貴志俊彦・松重充浩・松村史紀編著、吉川弘文館 2012

## 人物
水木しげるのファンで、サインをもらったことが自慢。